# Campeonato Europeu de Ciclismo de Montanha
O Campeonato Europeu de Ciclismo de Montanha é a competição mais importante de ciclismo de montanha a nível europeu. É organizado desde 1989 pela União Europeia de Ciclismo (UEC), ainda que de forma separada para a cada especialidade deste desporto.

## Edições
| Ano  | Cross-country (XC)             | Eliminação (XCE)                            | Descida (DES)                     | Trials (TRI)                  |
| ---- | ------------------------------ | ------------------------------------------- | --------------------------------- | ----------------------------- |
| 1989 | Anzère · ( Suíça )             | —                                           | —                                 | —                             |
| 1990 | —                              | —                                           | —                                 | —                             |
| 1991 | La Bourboule · ( França)       | —                                           | La Bourboule · ( França)          | —                             |
| 1992 | Möllbrücke · ( Áustria)        | —                                           | Möllbrücke · ( Áustria)           | —                             |
| 1993 | Klosters · ( Suíça )           | —                                           | Klosters · ( Suíça )              | —                             |
| 1994 | Métabief · ( França)           | —                                           | Métabief · ( França)              | —                             |
| 1995 | Špindlerův Mlýn · ( Chéquia)   | —                                           | Špindlerův Mlýn · ( Chéquia)      | —                             |
| 1996 | Bassano del Grappa · ( Itália) | —                                           | Bassano del Grappa · ( Itália)    | —                             |
| 1997 | Silkeborg · ( Dinamarca)       | —                                           | Métabief · ( França)              | —                             |
| 1998 | Aywaille · ( Bélgica)          | Špindlerův Mlýn · ( Chéquia)                | Špindlerův Mlýn · ( Chéquia)      | —                             |
| 1999 | Porto de Mós · ( Portugal)     | La Molina · ( Espanha)                      | La Molina · ( Espanha)            | —                             |
| 2000 | Rhenen · ( Países Baixos)      | Vars · ( França)                            | Vars · ( França)                  | —                             |
| 2001 | St. Wendel · ( Alemanha)       | Livigno · ( Itália)                         | Livigno · ( Itália)               | —                             |
| 2002 | Zurique · ( Suíça )            | —                                           | —                                 | —                             |
| 2003 | Graz · ( Áustria)              | Graz · ( Áustria)                           | Graz · ( Áustria)                 | Graz · ( Áustria)             |
| 2004 | Wałbrzych · ( Polónia)         | Wałbrzych · ( Polónia)                      | Wałbrzych · ( Polónia)            | Wałbrzych · ( Polónia)        |
| 2005 | Kluisbergen · ( Bélgica)       | —                                           | Commezzadura · ( Itália)          | Kluisbergen · ( Bélgica)      |
| 2006 | Lamosano · ( Itália)           | Stollberg · ( Alemanha)                     | Commezzadura · ( Itália)          | Colónia · ( Alemanha)         |
| 2007 | Capadocia · ( Turquia)         | Elatojori · ( Grécia)                       | Elatojori · ( Grécia)             | Wałbrzych · ( Polónia)        |
| 2008 | St. Wendel · ( Alemanha)       | —                                           | Caspoggio · ( Itália)             | Heubach · ( Alemanha)         |
| 2009 | Zoetermeer · ( Países Baixos)  | Ajdovščina · ( Eslovênia)                   | Kranjska Gora · ( Eslovênia)      | Zoetermeer · ( Países Baixos) |
| 2010 | Haifa · ( Israel)              | Willingen · ( Alemanha)                     | Hafjell · ( Noruega)              | Melsungen · ( Alemanha)       |
| 2011 | Dohňany · ( Eslováquia)        | —                                           | —                                 | Biella · ( Itália)            |
| 2012 | Moscovo · ( Rússia)            | Szczawno-Zdrój · ( Polónia)                 | —                                 | Weilrod · ( Alemanha)         |
| 2013 | Berna · ( Suíça )              | Berna · ( Suíça ) · Pamporovo · ( Bulgária) | Pamporovo · ( Bulgária)           | Berna · ( Suíça )             |
| 2014 | St. Wendel · ( Alemanha)       | St. Wendel · ( Alemanha)                    | —                                 | Wałbrzych · ( Polónia)        |
| 2015 | Chies d'Alpago · ( Itália)     | Chies d'Alpago · ( Itália)                  | Wisła · ( Polónia)                | Chies d'Alpago · ( Itália)    |
| 2016 | Huskvarna · ( Suécia)          | Huskvarna · ( Suécia)                       | Wisła · ( Polónia)                | Le Puy-en-Velay · ( França)   |
| 2017 | Darfo Boario Terme · ( Itália) | Darfo Boario Terme · ( Itália)              | Sestola · ( Itália)               | —                             |
| 2018 | Glasgow · ( Reino Unido)       | Graz · ( Áustria)                           | Lousã · ( Portugal)               | Moudon · ( Suíça )            |
| 2019 | Brno · ( Chéquia)              | Brno · ( Chéquia)                           | Pampilhosa da Serra · ( Portugal) | Lucca · ( Itália)             |
| 2020 | Monteceneri · ( Suíça )        | Monteceneri · ( Suíça )                     | —                                 | —                             |
| 2021 | Novi Sad · ( Sérvia)           | Novi Sad · ( Sérvia)                        | Maribor · ( Eslovênia)            |                               |

<references group=n}}

==Cross-country==

===Masculino===
<div>
| Núm.   | Ano  | Sede                           | Ouro                                 | Prata                                 | Bronze                         |
| ------ | ---- | ------------------------------ | ------------------------------------ | ------------------------------------- | ------------------------------ |
| I      | 1989 | Anzère · ( Suíça )             | Roger Honegger · Suíça               | Philippe Perakis · Suíça              | Erich Übelhardt · Suíça        |
| —      | 1990 | —                              | Não realizado                        | Não realizado                         | Não realizado                  |
| II     | 1991 | La Bourboule · ( França)       | Erich Übelhardt · Suíça              | Mario Noris · Itália                  | Thomas Frischknecht · Suíça    |
| III    | 1992 | Möllbrücke · ( Áustria)        | Erich Übelhardt · Suíça              | Gerhard Zadrobilek · Áustria          | Lorenz Saurer · Suíça          |
| IV     | 1993 | Klosters · ( Suíça )           | Thomas Frischknecht · Suíça          | Daniele Bruschi · Itália              | Peter Hric · Eslováquia        |
| V      | 1994 | Métabief · ( França)           | Albert Iten · Suíça                  | Gary Foord · Reino Unido              | Benny Heylen · Bélgica         |
| VI     | 1995 | Špindlerův Mlýn · ( Chéquia)   | Jean-Christophe Savignoni · França   | Luca Bramati · Itália                 | Christophe Dupouey · França    |
| VII    | 1996 | Bassano del Grappa · ( Itália) | Christophe Dupouey · França          | Hubert Pallhuber · Itália             | Cyrille Bonnand · França       |
| VIII   | 1997 | Silkeborg · ( Dinamarca)       | Lennie Kristensen · Dinamarca        | Luca Bramati · Itália                 | Beat Wabel · Suíça             |
| IX     | 1998 | Aywaille · ( Bélgica)          | Christophe Dupouey · França          | Bas van Dooren · Países Baixos        | Thomas Frischknecht · Suíça    |
| X      | 1999 | Porto de Mós · ( Portugal)     | Miguel Martinez · França             | Grégory Vollet · França               | Roberto Lezaun · Espanha       |
| XI     | 2000 | Rhenen · ( Países Baixos)      | Filip Meirhaeghe · Bélgica           | Bart Brentjens · Países Baixos        | Roel Paulissen · Bélgica       |
| XII    | 2001 | St. Wendel · ( Alemanha)       | Bart Brentjens · Países Baixos       | José Antonio Hermida · Espanha        | Lado Fumic · Alemanha          |
| XIII   | 2002 | Zurique · ( Suíça )            | José Antonio Hermida · Espanha       | Lado Fumic · Alemanha                 | Roel Paulissen · Bélgica       |
| XIV    | 2003 | Graz · ( Áustria)              | Ralph Näf · Suíça                    | Julien Absalon · França               | Lado Fumic · Alemanha          |
| XV     | 2004 | Wałbrzych · ( Polónia)         | José Antonio Hermida · Espanha       | Lado Fumic · Alemanha                 | Ralph Näf · Suíça              |
| XVI    | 2005 | Kluisbergen · ( Bélgica)       | Jean-Christophe Péraud · França      | Julien Absalon · França               | Marco Bui · Itália             |
| XVII   | 2006 | Lamosano · ( Itália)           | Julien Absalon · França              | Christoph Sauser · Suíça              | Ralph Näf · Suíça              |
| XVIII  | 2007 | Capadocia · ( Turquia)         | José Antonio Hermida · Espanha       | Julien Absalon · França               | Fredrik Kessiakoff · Suécia    |
| XIX    | 2008 | St. Wendel · ( Alemanha)       | Florian Vogel · Suíça                | Christoph Sauser · Suíça              | Jakob Fuglsang · Dinamarca     |
| XX     | 2009 | Zoetermeer · ( Países Baixos)  | Ralph Näf · Suíça                    | José Antonio Hermida · Espanha        | Sven Nys · Bélgica             |
| XXI    | 2010 | Haifa · ( Israel)              | Jaroslav Kulhavý · Chéquia           | Lukas Flückiger · Suíça               | Marco Aurelio Fontana · Itália |
| XXII   | 2011 | Dohňany · ( Eslováquia)        | Jaroslav Kulhavý · Chéquia           | Julien Absalon · França               | Florian Vogel · Suíça          |
| XXIII  | 2012 | Moscovo · ( Rússia)            | Moritz Milatz · Alemanha             | Sergio Mantecón · Espanha             | Ralph Näf · Suíça              |
| XXIV   | 2013 | Berna · ( Suíça )              | Julien Absalon · França              | Nino Schurter · Suíça                 | Marco Aurelio Fontana · Itália |
| XXV    | 2014 | St. Wendel · ( Alemanha)       | Julien Absalon · França              | Fabian Giger · Suíça                  | Jan Škarnitzl · Chéquia        |
| XXVI   | 2015 | Chies d'Alpago · ( Itália)     | Julien Absalon · França              | Lukas Flückiger · Suíça               | Manuel Fumic · Alemanha        |
| XXVII  | 2016 | Huskvarna · ( Suécia)          | Julien Absalon · França              | Fabian Giger · Suíça                  | Ondřej Cink · Chéquia          |
| XXVIII | 2017 | Darfo Boario Terme · ( Itália) | Florian Vogel · Suíça                | Julien Absalon · França               | Manuel Fumic · Alemanha        |
| XXIX   | 2018 | Glasgow · ( Reino Unido)       | Lars Förster · Suíça                 | Luca Braidot · Itália                 | David Valero · Espanha         |
| XXX    | 2019 | Brno · ( Chéquia)              | Mathieu van der Poel · Países Baixos | Florian Vogel · Suíça                 | Milan Vader · Países Baixos    |
| XXXI   | 2020 | Monteceneri · ( Suíça )        | Nino Schurter · Suíça                | Titouan Carod · França                | Mathias Flückiger · Suíça      |
| XXXII  | 2021 | Novi Sad · ( Sérvia)           | Lars Förster · Suíça                 | Sebastian Fini Carstensen · Dinamarca | Filippo Colombo · Suíça        |

### Feminino
| Núm.   | Ano  | Sede                           | Ouro                             | Prata                            | Bronze                           |
| ------ | ---- | ------------------------------ | -------------------------------- | -------------------------------- | -------------------------------- |
| I      | 1989 | —                              | Não realizado                    | Não realizado                    | Não realizado                    |
| II     | 1991 | La Bourboule · ( França)       | Chantal Daucourt · Suíça         | Silvia Fürst · Suíça             | Giovanna Bonazzi · Itália        |
| III    | 1992 | Möllbrücke · ( Áustria)        | Silvia Fürst · Suíça             | Cornelia Sulzer · Áustria        | Chantal Daucourt · Suíça         |
| IV     | 1993 | Klosters · ( Suíça )           | Chantal Daucourt · Suíça         | Caroline Alexander · Reino Unido | Cornelia Sulzer · Áustria        |
| V      | 1994 | Métabief · ( França)           | Paola Pezzo · Itália             | Sophie Eglin-Hosotte · França    | Maria Paola Turcutto · Itália    |
| VI     | 1995 | Špindlerův Mlýn · ( Chéquia)   | Caroline Alexander · Reino Unido | Silvia Rovira Planas · Espanha   | Kateřina Neumannová · Chéquia    |
| VII    | 1996 | Bassano del Grappa · ( Itália) | Paola Pezzo · Itália             | Nadia De Negri · Itália          | Silvia Fürst · Suíça             |
| VIII   | 1997 | Silkeborg · ( Dinamarca)       | Chantal Daucourt · Suíça         | Asa Yepifanova · Rússia          | Annabella Stropparo · Itália     |
| IX     | 1998 | Aywaille · ( Bélgica)          | Laurence Leboucher · França      | Gunn-Rita Dahle · Noruega        | Margarita Fullana · Espanha      |
| X      | 1999 | Porto de Mós · ( Portugal)     | Paola Pezzo · Itália             | Barbara Blatter · Suíça          | Margarita Fullana · Espanha      |
| XI     | 2000 | Rhenen · ( Países Baixos)      | Laurence Leboucher · França      | Paola Pezzo · Itália             | Caroline Alexander · Reino Unido |
| XII    | 2001 | St. Wendel · ( Alemanha)       | Laurence Leboucher · França      | Sabine Spitz · Alemanha          | Irina Kalentieva · Rússia        |
| XIII   | 2002 | Zurique · ( Suíça )            | Gunn-Rita Dahle · Noruega        | Laurence Leboucher · França      | Sabine Spitz · Alemanha          |
| XIV    | 2003 | Graz · ( Áustria)              | Gunn-Rita Dahle · Noruega        | Irina Kalentieva · Rússia        | Margarita Fullana · Espanha      |
| XV     | 2004 | Wałbrzych · ( Polónia)         | Gunn-Rita Dahle · Noruega        | Maja Włoszczowska · Polónia      | Sabine Spitz · Alemanha          |
| XVI    | 2005 | Kluisbergen · ( Bélgica)       | Gunn-Rita Dahle · Noruega        | Maja Włoszczowska · Polónia      | Margarita Fullana · Espanha      |
| XVII   | 2006 | Lamosano · ( Itália)           | Margarita Fullana · Espanha      | Gunn-Rita Dahle · Noruega        | Sabine Spitz · Alemanha          |
| XVIII  | 2007 | Capadocia · ( Turquia)         | Sabine Spitz · Alemanha          | Irina Kalentieva · Rússia        | Kateřina Nash · Chéquia          |
| XIX    | 2008 | St. Wendel · ( Alemanha)       | Sabine Spitz · Alemanha          | Irina Kalentieva · Rússia        | Gunn-Rita Dahle · Noruega        |
| XX     | 2009 | Zoetermeer · ( Países Baixos)  | Maja Włoszczowska · Polónia      | Irina Kalentieva · Rússia        | Sabine Spitz · Alemanha          |
| XXI    | 2010 | Haifa · ( Israel)              | Katrin Leumann · Suíça           | Maja Włoszczowska · Polónia      | Eva Lechner · Itália             |
| XXII   | 2011 | Dohňany · ( Eslováquia)        | Gunn-Rita Dahle Flesjå · Noruega | Maja Włoszczowska · Polónia      | Tanja Žakelj · Eslovênia         |
| XXIII  | 2012 | Moscovo · ( Rússia)            | Gunn-Rita Dahle Flesjå · Noruega | Esther Süss · Suíça              | Sabine Spitz · Alemanha          |
| XXIV   | 2013 | Berna · ( Suíça )              | Tanja Žakelj · Eslovênia         | Eva Lechner · Itália             | Maja Włoszczowska · Polónia      |
| XXV    | 2014 | St. Wendel · ( Alemanha)       | Tanja Žakelj · Eslovênia         | Blaža Klemenčič · Eslovênia      | Maja Włoszczowska · Polónia      |
| XXVI   | 2015 | Chies d'Alpago · ( Itália)     | Jolanda Neff · Suíça             | Eva Lechner · Itália             | Blaža Klemenčič · Eslovênia      |
| XXVII  | 2016 | Huskvarna · ( Suécia)          | Jolanda Neff · Suíça             | Annika Langvad · Dinamarca       | Sabine Spitz · Alemanha          |
| XXVIII | 2017 | Darfo Boario Terme · ( Itália) | Yana Belomoina · Ucrânia         | Linda Indergand · Suíça          | Gunn-Rita Dahle · Noruega        |
| XXIX   | 2018 | Glasgow · ( Reino Unido)       | Jolanda Neff · Suíça             | Pauline Ferrand-Prévot · França  | Githa Michiels · Bélgica         |
| XXX    | 2019 | Brno · ( Chéquia)              | Jolanda Neff · Suíça             | Yana Belomoina · Ucrânia         | Elisabeth Brandau · Alemanha     |
| XXXI   | 2020 | Monteceneri · ( Suíça )        | Pauline Ferrand-Prévot · França  | Anne Terpstra · Países Baixos    | Yana Belomoina · Ucrânia         |
| XXXII  | 2021 | Novi Sad · ( Sérvia)           | Pauline Ferrand-Prévot · França  | Anne Terpstra · Países Baixos    | Anne Tauber · Países Baixos      |

### Relevo misto
| Núm.   | Ano        | Sede                           | Ouro | Prata | Bronze |
| ------ | ---------- | ------------------------------ | --- | --- | --- |
| I–XII  | 1989– 2001 | —                              | Não realizado                                                                                                | Não realizado | Não realizado                                                                                              |
| XIII   | 2002       | Zurique · ( Suíça )            | França · Julien Absalon · Jean-Eudes Demaret · Laurence Leboucher · Cédric Ravanel                           | Suíça · Florian Vogel · Barbara Blatter · Lukas Flückiger · Thomas Kalberer                                      | Chéquia · Milan Spěšný · Jaroslav Kulhavý · Ilona Bublová · Tomáš Vokrouhlík                               |
| XIV    | 2003       | Graz · ( Áustria)              | Suíça · Ralph Näf · Balz Weber · Nino Schurter · Barbara Blatter                                             | Polónia · Marcin Karczyński · Piotr Formicki · Anna Szafraniec · Kryspin Pyrgies                                 | Espanha · Carlos Coloma · Ángel Espigares · Margarita Fullana · José Antonio Hermida                       |
| XV     | 2004       | Wałbrzych · ( Polónia)         | Suíça · Ralph Näf · Nino Schurter · Petra Henzi · Florian Vogel                                              | Alemanha · Ivonne Kraft · Moritz Milatz · Stefan Sahm · Andi Weinhold                                            | Espanha · Iñaki Lejarreta · Miguel Vallés · Margarita Fullana · José Antonio Hermida                       |
| XVI    | 2005       | Kluisbergen · ( Bélgica)       | Itália · Marco Bui · Tony Longo · Eva Lechner · Johannes Schweiggl                                           | Suíça · Nino Schurter · Martin Fanger · Petra Henzi · Florian Vogel                                              | Suécia · Emil Lindgren · Matthias Wengelin · Maria Östergren · Fredrik Kessiakoff                          |
| XVII   | 2006       | Lamosano · ( Itália)           | Suíça · Ralph Näf · Petra Henzi · Martin Fanger · Nino Schurter                                              | França · Cédric Ravanel · Séverine Hansen · Alexis Vuillermoz · Stéphane Tempier                                 | Suécia · Fredrik Kessiakoff · Emil Lindgren · Maria Östergren · Matthias Wengelin                          |
| XVIII  | 2007       | Capadocia · ( Turquia)         | Suíça · Florian Vogel · Thomas Litscher · Petra Henzi · Nino Schurter                                        | França · Alexis Vuillermoz · Fabien Canal · Cécile Ravanel · Cédric Ravanel                                      | Itália · Yader Zoli · Andrea Tiberi · Francesco Aulino · Eva Lechner                                       |
| XIX    | 2008       | St. Wendel · ( Alemanha)       | França · Jean-Christophe Péraud · Arnaud Jouffroy · Laurence Leboucher · Alexis Vuillermoz                   | Itália · Marco Aurelio Fontana · Gerhard Kerschbaumer · Eva Lechner · Cristian Cominelli                         | Suécia · Emil Lindgren · Alexandra Engen · Olof Jonsson · Alexander Wetterhall                             |
| XX     | 2009       | Zoetermeer · ( Países Baixos)  | Suécia · Emil Lindgren · Tobias Ludvigsson · Matthias Wengelin · Alexandra Engen                             | Suíça · Thomas Litscher · Ralph Näf · Roger Walder · Nathalie Schneitter                                         | Países Baixos · Michiel van der Heijden · Rudi van Houts · Irjan Luttenberg · Sanne van Paassen            |
| XXI    | 2010       | Haifa · ( Israel)              | Suíça · Thomas Litscher · Ralph Näf · Roger Walder · Katrin Leumann                                          | Itália · Marco Aurelio Fontana · Maximilian Vieider · Eva Lechner · Gerhard Kerschbaumer                         | Chéquia · Ondřej Cink · Tomáš Paprstka · Tereza Huříková · Jan Škarnitzl                                   |
| XXII   | 2011       | Dohňany · ( Eslováquia)        | França · Fabien Canal · Victor Koretzky · Julie Bresset · Maxime Marotte                                     | Suíça · Thomas Litscher · Lars Förster · Nathalie Schneitter · Martin Gujan                                      | Itália · Marco Aurelio Fontana · Gerhard Kerschbaumer · Lorenzo Samparisi · Eva Lechner                    |
| XXIII  | 2012       | Moscovo · ( Rússia)            | Itália · Michele Casagrande · Gioele Bertolini · Eva Lechner · Luca Braidot                                  | Suíça · Martin Gujan · Katrin Leumann · Matthias Stirnemann · Dominic Zumstein                                   | Países Baixos · Michiel van der Heijden · Jesper Slik · Anne Terpstra · Henk-Jaap Moorlag                  |
| XXIV   | 2013       | Berna · ( Suíça )              | Itália · Gioele Bertolini · Eva Lechner · Marco Aurelio Fontana · Gerhard Kerschbaumer                       | Suíça · Repto Indergand · Dominic Grab · Jolanda Neff · Nino Schurter                                            | Chéquia · Jan Nesvadba · Jan Vastl · Kateřina Nash · Ondřej Cink                                           |
| XXV    | 2014       | St. Wendel · ( Alemanha)       | França · Jordan Sarrou · Hugo Pigeon · Margot Moschetti · Maxime Marotte                                     | Alemanha · Ben Zwiehoff · Tobias Eise · Helen Grobert · Moritz Milatz                                            | Itália · Maximilian Vieider · Moreno Pellizzon · Lisa Rabensteiner · Marco Aurelio Fontana                 |
| XXVI   | 2015       | Chies d'Alpago · ( Itália)     | Alemanha · Maximilian Brandl · Ben Zwiehoff · Helen Grobert · Manuel Fumic                                   | Suíça · Repto Indergand · Arnaud Hertling · Esther Süss · Andri Frischknecht                                     | Chéquia · Jan Vastl · Matěj Průdek · Barbora Průdková · Jaroslav Kulhavý                                   |
| XXVII  | 2016       | Huskvarna · ( Suécia)          | Suíça · Marcel Guerrini · Vital Albin · Jolanda Neff · Lars Förster                                          | França · Victor Koretzky · Axel Zingle · Pauline Ferrand-Prévot · Jordan Sarrou                                  | Alemanha · Georg Egger · Niklas Schehl · Sabine Spitz · Ben Zwiehoff                                       |
| XXVIII | 2017       | Darfo Boario Terme · ( Itália) | Suíça · Filippo Colombo · Joel Roth · Linda Indergand · Alessandra Keller · Andri Frischknecht               | Dinamarca · Sebastian Fini Carstensen · Alexander Andersen · Caroline Bohé · Simon Andreassen · Malene Degn      | Itália · Gerhard Kerschbaumer · Chiara Teocchi · Juri Zanotti · Marika Tovo · Nadir Colledani              |
| XXIX   | 2018       | Graz · ( Áustria)              | Itália · Luca Braidot · Marika Tovo · Filippo Fontana · Chiara Teocchi · Juri Zanotti                        | Suíça · Joris Ryf · Alexandre Balmer · Alessandra Keller · Sina Frei · Filippo Colombo                           | Dinamarca · Jonas Lindberg · Alexander Andersen · Simon Andreassen · Caroline Bohé · Malene Degn           |
| XXX    | 2019       | Brno · ( Chéquia)              | Suíça · Joel Roth · Dario Lillo · Ramona Forchini · Sina Frei · Andri Frischknecht                           | Itália · Simone Avondetto · Andrea Colombo · Eva Lechner · Martina Berta · Luca Braidot                          | Dinamarca · Sebastian Fini Carstensen · Markus Heuer · Sofie Pedersen · Caroline Bohé · Simon Andreassen   |
| XXXI   | 2020       | Monteceneri · ( Suíça )        | Itália · Luca Braidot · Eva Lechner · Filippo Agostinacchio · Nicole Pesse · Marika Tovo · Juri Zanotti      | França · Mathis Azzaro · Luca Martin · Loana Lecomte · Olivia Onesti · Léna Gérault · Jordan Sarrou              | Suíça · Fabio Püntener · Janis Baumann · Alessandra Keller · Noëlle Buri · Elisa Alvarez · Thomas Litscher |
| XXXII  | 2021       | Novi Sad · ( Sérvia)           | Itália · Luca Braidot · Filippo Agostinacchio · Martina Berta · Sara Cortinovis · Marika Tovo · Juri Zanotti | Suíça · Vital Albin · Nils Aebersold · Alessandra Keller · Jacqueline Schneebeli · Leia Huber · Alexandre Balmer | Alemanha · Leon Kaiser · Lars Gräter · Nina Benz · Finja Lipp · Ronja Eibl · Niklas Schehl                 |

### Medalheiro histórico
- Actualizado a Novi Sad 2021.

| Ordem | País          | Medalha de ouro | Medalha de prata | Medalha de bronze | Total |
| ----- | ------------- | --------------- | ---------------- | ----------------- | ----- |
| 1     | Suíça         | 29              | 22               | 14                | 65    |
| 2     | França        | 19              | 14               | 2                 | 35    |
| 3     | Itália        | 9               | 13               | 11                | 33    |
| 4     | Noruega       | 6               | 2                | 2                 | 10    |
| 5     | Alemanha      | 4               | 5                | 13                | 22    |
| 6     | Espanha       | 4               | 4                | 8                 | 16    |
| 7     | Países Baixos | 2               | 4                | 4                 | 10    |
| 8     | Eslovênia     | 2               | 1                | 2                 | 5     |
| 9     | Chéquia       | 2               | 0                | 8                 | 10    |
| 10    | Polónia       | 1               | 5                | 2                 | 8     |
| 11    | Dinamarca     | 1               | 3                | 3                 | 7     |
| 12    | Reino Unido   | 1               | 2                | 1                 | 4     |
| 13    | Ucrânia       | 1               | 1                | 1                 | 3     |
| 14    | Bélgica       | 1               | 0                | 5                 | 6     |
| 15    | Suécia        | 1               | 0                | 4                 | 5     |
| 16    | Rússia        | 0               | 5                | 1                 | 6     |
| 17    | Áustria       | 0               | 2                | 1                 | 3     |
| 18    | Eslováquia    | 0               | 0                | 1                 | 1     |
|       | TOTAL         | 83              | 83               | 83                | 249   |

## Cross-country por eliminação

### Masculino
| Núm. | Ano  | Sede                           | Ouro                           | Prata                          | Bronze                         |
| ---- | ---- | ------------------------------ | ------------------------------ | ------------------------------ | ------------------------------ |
| I    | 2013 | Berna · ( Suíça )              | Daniel Federspiel · Áustria    | Miha Halzer · Eslovênia        | Sepp Freiburghaus · Suíça      |
| II   | 2014 | St. Wendel · ( Alemanha)       | Daniel Federspiel · Áustria    | Ralph Näf · Suíça              | Fabrice Mels · Bélgica         |
| III  | 2015 | Chies d'Alpago · ( Itália)     | Jeroen van Eck · Países Baixos | Heiko Hog · Alemanha           | Marcel Wildhaber · Suíça       |
| IV   | 2016 | Huskvarna · ( Suécia)          | Emil Linde · Suécia            | Daniel Federspiel · Áustria    | Martin Setterberg · Suécia     |
| V    | 2017 | Darfo Boario Terme · ( Itália) | Titouan Perrin-Ganier · França | Daniel Federspiel · Áustria    | Jeroen van Eck · Países Baixos |
| VI   | 2018 | Graz · ( Áustria)              | Titouan Perrin-Ganier · França | Lorenzo Serres · França        | Simon Rogier · França          |
| VII  | 2019 | Brno · ( Chéquia)              | Hugo Briatta · França          | Titouan Perrin-Ganier · França | Lorenzo Serres · França        |
| VIII | 2020 | Monteceneri · ( Suíça )        | Titouan Perrin-Ganier · França | Jeroen van Eck · Países Baixos | Hugo Briatta · França          |
| IX   | 2021 | Novi Sad · ( Sérvia)           | Jeroen van Eck · Países Baixos | Lorenzo Serres · França        | Joel Burman · Suécia           |

### Feminino
| Núm. | Ano  | Sede                           | Ouro                       | Prata                         | Bronze                           |
| ---- | ---- | ------------------------------ | -------------------------- | ----------------------------- | -------------------------------- |
| I    | 2013 | Berna · ( Suíça )              | Jenny Rissveds · Suécia    | Kathrin Stirnemann · Suíça    | Ramona Forchini · Suíça          |
| II   | 2014 | St. Wendel · ( Alemanha)       | Kathrin Stirnemann · Suíça | Linda Indergand · Suíça       | Alexandra Engen · Suécia         |
| III  | 2015 | Chies d'Alpago · ( Itália)     | Kathrin Stirnemann · Suíça | Anna Oberparleiter · Itália   | Chiara Teocchi · Itália          |
| IV   | 2016 | Huskvarna · ( Suécia)          | Iryna Popova · Ucrânia     | Anne Terpstra · Países Baixos | Anna Oberparleiter · Itália      |
| V    | 2017 | Darfo Boario Terme · ( Itália) | Kathrin Stirnemann · Suíça | Barbora Průdková · Chéquia    | Anne Terpstra · Países Baixos    |
| VI   | 2018 | Graz · ( Áustria)              | Iryna Popova · Ucrânia     | Coline Clauzure · França      | Barbora Průdková · Chéquia       |
| VII  | 2019 | Brno · ( Chéquia)              | Gaia Tormena · Itália      | Coline Clauzure · França      | Magdalena Durán García · Espanha |
| VIII | 2020 | Monteceneri · ( Suíça )        | Gaia Tormena · Itália      | Linda Indergand · Suíça       | Marion Fromberger · Alemanha     |
| IX   | 2021 | Novi Sad · ( Sérvia)           | Gaia Tormena · Itália      | Fem van Empel · Países Baixos | Iryna Popova · Ucrânia           |

### Medalheiro histórico
- Actualizado a Novi Sad 2021.

| Ordem | País          | Medalha de ouro | Medalha de prata | Medalha de bronze | Total |
| ----- | ------------- | --------------- | ---------------- | ----------------- | ----- |
| 1     | França        | 4               | 5                | 3                 | 12    |
| 2     | Suíça         | 3               | 4                | 3                 | 10    |
| 3     | Itália        | 3               | 1                | 2                 | 6     |
| 4     | Países Baixos | 2               | 3                | 2                 | 7     |
| 5     | Áustria       | 2               | 2                | 0                 | 4     |
| 6     | Suécia        | 2               | 0                | 3                 | 5     |
| 7     | Ucrânia       | 2               | 0                | 1                 | 3     |
| 8     | Alemanha      | 0               | 1                | 1                 | 2     |
| 8     | Chéquia       | 0               | 1                | 1                 | 2     |
| 10    | Eslovênia     | 0               | 1                | 0                 | 1     |
| 11    | Bélgica       | 0               | 0                | 1                 | 1     |
| 11    | Espanha       | 0               | 0                | 1                 | 1     |
|       | TOTAL         | 18              | 18               | 18                | 54    |

## Cross-country para quatro

### Masculino
| Não. | Ano  | Sede                        | Ouro                          | Prata                        | Bronze                      |
| ---- | ---- | --------------------------- | ----------------------------- | ---------------------------- | --------------------------- |
| I    | 2003 | Graz · ( Áustria)           | Michal Prokop · Chéquia       | Lukáš Tamme · Chéquia        | Dale Holmes · Reino Unido   |
| II   | 2004 | Wałbrzych · ( Polónia)      | Michal Prokop · Chéquia       | Lukáš Tamme · Chéquia        | Leiv Ove Nordmark · Noruega |
| —    | 2005 | —                           | Não realizado                 | Não realizado                | Não realizado               |
| III  | 2006 | Stollberg · ( Alemanha)     | Joost Wichman · Países Baixos | Scott Beaumont · Reino Unido | Guido Tschugg · Alemanha    |
| IV   | 2007 | Elatojori · ( Grécia)       | Joost Wichman · Países Baixos | Romain Saladini · França     | Dominik Gspan · Suíça       |
| —    | 2008 | —                           | Não realizado                 | Não realizado                | Não realizado               |
| V    | 2009 | Ajdovščina · ( Eslovênia)   | Michal Prokop · Chéquia       | Roger Rinderknecht · Suíça   | Tomáš Slavík · Chéquia      |
| VI   | 2010 | Willingen · ( Alemanha)     | Joost Wichman · Países Baixos | Tomáš Slavík · Chéquia       | Jurg Meijer · Países Baixos |
| —    | 2011 | —                           | Não realizado                 | Não realizado                | Não realizado               |
| VII  | 2012 | Szczawno-Zdrój · ( Polónia) | Felix Beckeman · Suécia       | Marek Peško · Eslováquia     | Lukáš Měchura · Chéquia     |
| VIII | 2013 | Pamporovo · ( Bulgária)     | Jakub Říha · Chéquia          | Giovanni Pozzoni · Itália    | Miran Vauh · Eslovênia      |

### Feminino
| Não. | Ano  | Sede                        | Ouro                            | Prata                          | Bronze                         |
| ---- | ---- | --------------------------- | ------------------------------- | ------------------------------ | ------------------------------ |
| I    | 2003 | Graz · ( Áustria)           | Anne-Caroline Chausson · França | Laëtitia Le Corguillé · França | Jana Horáková · Chéquia        |
| II   | 2004 | Wałbrzych · ( Polónia)      | Anne-Caroline Chausson · França | Jana Horáková · Chéquia        | Laëtitia Le Corguillé · França |
| —    | 2005 | —                           | Não realizado                   | Não realizado                  | Não realizado                  |
| III  | 2006 | Stollberg · ( Alemanha)     | Não realizado                   | Não realizado                  | Não realizado                  |
| IV   | 2007 | Elatojori · ( Grécia)       | Sabrina Jonnier · França        | Céline Gros · França           | Rachel Seydoux · Suíça         |
| —    | 2008 | —                           | Não realizado                   | Não realizado                  | Não realizado                  |
| V    | 2009 | Ajdovščina · ( Eslovênia)   | Anita Molcik · Áustria          | Rachel Seydoux · Suíça         | Lucia Oetjen · Suíça           |
| VI   | 2010 | Willingen · ( Alemanha)     | Romana Labounková · Chéquia     | Anita Molcik · Áustria         | Anneke Beerten · Países Baixos |
| —    | 2011 | —                           | Não realizado                   | Não realizado                  | Não realizado                  |
| VII  | 2012 | Szczawno-Zdrój · ( Polónia) | Katy Curd · Reino Unido         | Anita Molcik · Áustria         | Lucia Oetjen · Suíça           |
| VIII | 2013 | Pamporovo · ( Bulgária)     | Emmeline Ragot · França         | Morgane Charre · França        | Tereza Votavová · Chéquia      |

### Medalheiro histórico
| Ordem | País          | Medalha de ouro | Medalha de prata | Medalha de bronze | Total |
| ----- | ------------- | --------------- | ---------------- | ----------------- | ----- |
| 1     | Chéquia       | 5               | 4                | 4                 | 13    |
| 2     | França        | 4               | 4                | 1                 | 9     |
| 3     | Países Baixos | 3               | 0                | 2                 | 5     |
| 4     | Áustria       | 1               | 2                | 0                 | 3     |
| 5     | Reino Unido   | 1               | 1                | 1                 | 3     |
| 6     | Suécia        | 1               | 0                | 0                 | 1     |
| 7     | Suíça         | 0               | 2                | 4                 | 6     |
| 8     | Eslováquia    | 0               | 1                | 0                 | 1     |
| 8     | Itália        | 0               | 1                | 0                 | 1     |
| 10    | Alemanha      | 0               | 0                | 1                 | 1     |
| 10    | Eslovênia     | 0               | 0                | 1                 | 1     |
| 10    | Noruega       | 0               | 0                | 1                 | 1     |
|       | TOTAL         | 15              | 15               | 15                | 45    |

## Dual

### Masculino
| Não. | Ano  | Sede                         | Ouro                      | Prata                    | Bronze                        |
| ---- | ---- | ---------------------------- | ------------------------- | ------------------------ | ----------------------------- |
| I    | 1998 | Špindlerův Mlýn · ( Chéquia) | Michal Maroši · Chéquia   | Guido Tschugg · Alemanha | Gerwin Peters · Países Baixos |
| II   | 1999 | A Molina · ( Espanha)        | Mickaël Deldycke · França | Michal Maroši · Chéquia  | Jani Vesikko · Finlândia      |
| III  | 2000 | Vars · ( França)             | Mickaël Deldycke · França | Steve Peat · Reino Unido | Karim Amour · França          |
| IV   | 2001 | Livigno · ( Itália)          | Cédric Gracia · França    | Karim Amour · França     | Scott Beaumont · Reino Unido  |

### Feminino
| Não. | Ano  | Sede                         | Ouro                            | Prata                         | Bronze                      |
| ---- | ---- | ---------------------------- | ------------------------------- | ----------------------------- | --------------------------- |
| I    | 1998 | Špindlerův Mlýn · ( Chéquia) | Anne-Caroline Chausson · França | Helen Mortimer · Reino Unido  | Giovanna Bonazzi · Itália   |
| II   | 1999 | A Molina · ( Espanha)        | Tracy Moseley · Reino Unido     | Helena Kurandová · Chéquia    | Sofia Fagerström · Suécia   |
| III  | 2000 | Vars · ( França)             | Céline Gros · França            | Nolvenn Le Caër · França      | Sarah Stieger · Alemanha    |
| IV   | 2001 | Livigno · ( Itália)          | Sabrina Jonnier · França        | Fionn Griffiths · Reino Unido | Tracy Moseley · Reino Unido |

### Medalheiro histórico
| Ordem | País          | Medalha de ouro | Medalha de prata | Medalha de bronze | Total |
| ----- | ------------- | --------------- | ---------------- | ----------------- | ----- |
| 1     | França        | 6               | 2                | 1                 | 9     |
| 2     | Reino Unido   | 1               | 3                | 2                 | 6     |
| 3     | Chéquia       | 1               | 2                | 0                 | 3     |
| 4     | Alemanha      | 0               | 1                | 1                 | 1     |
| 5     | Finlândia     | 0               | 0                | 1                 | 1     |
| 5     | Itália        | 0               | 0                | 1                 | 1     |
| 5     | Países Baixos | 0               | 0                | 1                 | 1     |
| 5     | Suécia        | 0               | 0                | 1                 | 1     |
|       | TOTAL         | 8               | 8                | 8                 | 24    |

## Descida

### Masculino
| Núm.  | Ano  | Sede                              | Ouro                          | Prata                         | Bronze                            |
| ----- | ---- | --------------------------------- | ----------------------------- | ----------------------------- | --------------------------------- |
| I     | 1991 | La Bourboule · ( França)          | Christian Taillefer · França  | Philippe Perakis · Suíça      | Albert Iten · Suíça               |
| II    | 1992 | Möllbrücke · ( Áustria)           | Jürgen Sprich · Alemanha      | Albert Iten · Suíça           | Paul Herijgers · Bélgica          |
| III   | 1993 | Klosters · ( Suíça )              | Jürgen Sprich · Alemanha      | Bruno Zanchi · Itália         | Vincent Julliot · França          |
| IV    | 1994 | Métabief · ( França)              | Nicolas Vouilloz · França     | Tommy Johansson · Suécia      | Corrado Hérin · Itália            |
| V     | 1995 | Špindlerův Mlýn · ( Chéquia)      | François Gachet · França      | Nicolas Vouilloz · França     | Alexandre Balaud · França         |
| VI    | 1996 | Bassano del Grappa · ( Itália)    | Tomás Misser · Espanha        | Jürgen Beneke · Alemanha      | Gianluca Bonanomi · Itália        |
| VII   | 1997 | Métabief · ( França)              | Nicolas Vouilloz · França     | Corrado Hérin · Itália        | Jürgen Beneke · Alemanha          |
| VIII  | 1998 | Špindlerův Mlýn · ( Chéquia)      | Nicolas Vouilloz · França     | Corrado Hérin · Itália        | Jürgen Beneke · Alemanha          |
| IX    | 1999 | A Molina · ( Espanha)             | Bruno Zanchi · Itália         | René Wildhaber · Suíça        | Kristian Eriksson · Suécia        |
| X     | 2000 | Vars · ( França)                  | Steve Peat · Reino Unido      | Nicolas Vouilloz · França     | Fabien Barel · França             |
| XI    | 2001 | Livigno · ( Itália)               | Filip Polc · Eslováquia       | Corrado Hérin · Itália        | Cédric Graça · França             |
| —     | 2002 | —                                 | Não realizado                 | Não realizado                 | Não realizado                     |
| XII   | 2003 | Graz · ( Áustria)                 | Julien Camellini · França     | Mickaël Pascal · França       | Mickaël Deldycke · França         |
| XIII  | 2004 | Wałbrzych · ( Polónia)            | Steve Peat · Reino Unido      | Fabien Barel · França         | Julien Camellini · França         |
| XIV   | 2005 | Commezzadura · ( Itália)          | Fabien Barel · França         | Marc Beaumont · Reino Unido   | Steve Peat · Reino Unido          |
| XV    | 2006 | Commezzadura · ( Itália)          | George Atherton · Reino Unido | Marc Beaumont · Reino Unido   | Fabien Barel · França             |
| XVI   | 2007 | Elatojori · ( Grécia)             | David Vázquez López · Espanha | Pasqual Canals · Espanha      | Florent Payet · França            |
| XVII  | 2008 | Caspoggio · ( Itália)             | Florent Payet · França        | Damien Spagnolo · França      | Nick Beer · Suíça                 |
| XVIII | 2009 | Kranjska Gora · ( Eslovênia)      | Nick Beer · Suíça             | Aurélien Giordanengo · França | Rémi Thirion · França             |
| XIX   | 2010 | Hafjell · ( Noruega)              | Robin Wallner · Suécia        | Nick Beer · Suíça             | Markus Pekoll · Áustria           |
| —     | 2011 | —                                 | Não realizado                 | Não realizado                 | Não realizado                     |
| —     | 2012 | —                                 | Não realizado                 | Não realizado                 | Não realizado                     |
| XX    | 2013 | Pamporovo · ( Bulgária)           | Markus Pekoll · Áustria       | Manuel Gruber · Áustria       | Miran Vauh · Eslovênia            |
| —     | 2014 | —                                 | Não realizado                 | Não realizado                 | Não realizado                     |
| XXI   | 2015 | Wisła · ( Polónia)                | Jure Žabjek · Eslovênia       | Sławomir Łukasik · Polónia    | Lutz Weber · Suíça                |
| XXII  | 2016 | Wisła · ( Polónia)                | Sławomir Łukasik · Polónia    | Lutz Weber · Suíça            | Wojciech Czermak · Polónia        |
| XXIII | 2017 | Sestola · ( Itália)               | Florent Payet · França        | Sławomir Łukasik · Polónia    | Loris Revelli · Itália            |
| XXIV  | 2018 | Lousã · ( Portugal)               | Francisco Pardal · Portugal   | Benoît Coulanges · França     | Johannes Von Klebelsberg · Itália |
| XXV   | 2019 | Pampilhosa dá Serra · ( Portugal) | Baptiste Pierron · França     | Benoît Coulanges · França     | David Trummer · Áustria           |
| —     | 2020 | —                                 | Não realizado                 | Não realizado                 | Não realizado                     |
| XXVI  | 2021 | Maribor · ( Eslovênia)            | Loris Vergier · França        | Benoît Coulanges · França     | Danny Hart · Reino Unido          |

### Feminino
| Núm.  | Ano  | Sede                              | Ouro                            | Prata                         | Bronze                      |
| ----- | ---- | --------------------------------- | ------------------------------- | ----------------------------- | --------------------------- |
| I     | 1991 | La Bourboule · ( França)          | Giovanna Bonazzi · Itália       | Nathalie Fiat · França        | Sophie Kempf · França       |
| II    | 1992 | Möllbrücke · ( Áustria)           | Susi Buchwieser · Alemanha      | Giovanna Bonazzi · Itália     | Sophie Kempf · França       |
| III   | 1993 | Klosters · ( Suíça )              | Giovanna Bonazzi · Itália       | Brigitte Kasper · Suíça       | Rita Bürgi · Suíça          |
| IV    | 1994 | Métabief · ( França)              | Anne-Caroline Chausson · França | Giovanna Bonazzi · Itália     | Brigitte Kasper · Suíça     |
| V     | 1995 | Špindlerův Mlýn · ( Chéquia)      | Anne-Caroline Chausson · França | Giovanna Bonazzi · Itália     | Nina Aarrestad · Noruega    |
| VI    | 1996 | Bassano del Grappa · ( Itália)    | Anne-Caroline Chausson · França | Nolvenn Le Caër · França      | Mercedes González · Espanha |
| VII   | 1997 | Métabief · ( França)              | Anne-Caroline Chausson · França | Nolvenn Le Caër · França      | Giovanna Bonazzi · Itália   |
| VIII  | 1998 | Špindlerův Mlýn · ( Chéquia)      | Anne-Caroline Chausson · França | Katja Repo · Finlândia        | Regina Stiefl · Alemanha    |
| IX    | 1999 | A Molina · ( Espanha)             | Florentina Moser · Áustria      | Malin Lindgren · Suécia       | Tracy Moseley · Reino Unido |
| X     | 2000 | Vars · ( França)                  | Tracy Moseley · Reino Unido     | Sabrina Jonnier · França      | Céline Gros · França        |
| XI    | 2001 | Livigno · ( Itália)               | Sarah Stieger · Alemanha        | Fionn Griffiths · Reino Unido | Tracy Moseley · Reino Unido |
| —     | 2002 | —                                 | Não realizado                   | Não realizado                 | Não realizado               |
| XII   | 2003 | Graz · ( Áustria)                 | Anne-Caroline Chausson · França | Marielle Saner · Suíça        | Nolvenn Le Caër · França    |
| XIII  | 2004 | Wałbrzych · ( Polónia)            | Anne-Caroline Chausson · França | Marielle Saner · Suíça        | Tracy Moseley · Reino Unido |
| XIV   | 2005 | Commezzadura · ( Itália)          | Anne-Caroline Chausson · França | Sabrina Jonnier · França      | Marielle Saner · Suíça      |
| XV    | 2006 | Commezzadura · ( Itália)          | Rachel Atherton · Reino Unido   | Marielle Saner · Suíça        | Helen Gaskell · Reino Unido |
| XVI   | 2007 | Elatojori · ( Grécia)             | Sabrina Jonnier · França        | Céline Gros · França          | Rachel Seydoux · Suíça      |
| XVII  | 2008 | Caspoggio · ( Itália)             | Sabrina Jonnier · França        | Petra Bernhard · Áustria      | Floriane Pugin · França     |
| XVIII | 2009 | Kranjska Gora · ( Eslovênia)      | Floriane Pugin · França         | Emmeline Ragot · França       | Céline Gros · França        |
| XIX   | 2010 | Hafjell · ( Noruega)              | Myriam Nicole · França          | Floriane Pugin · França       | Anita Ager-Wick · Noruega   |
| —     | 2011 | —                                 | Não realizado                   | Não realizado                 | Não realizado               |
| —     | 2012 | —                                 | Não realizado                   | Não realizado                 | Não realizado               |
| XX    | 2013 | Pamporovo · ( Bulgária)           | Emmeline Ragot · França         | Morgane Charre · França       | Eva Dimitrova · Bulgária    |
| —     | 2014 | —                                 | Não realizado                   | Não realizado                 | Não realizado               |
| XXI   | 2015 | Wisła · ( Polónia)                | Jana Bártová · Chéquia          | Veronika Widmann · Itália     | Eleonora Farina · Itália    |
| XXII  | 2016 | Wisła · ( Polónia)                | Marine Cabirou · França         | Monika Hrastnik · Eslovênia   | Leia Rutz · Suíça           |
| XXIII | 2017 | Sestola · ( Itália)               | Eleonora Farina · Itália        | Alia Marcellini · Itália      | Marine Cabirou · França     |
| XXIV  | 2018 | Lousã · ( Portugal)               | Monika Hrastnik · Eslovênia     | Morgane Charre · França       | Camille Balanche · Suíça    |
| XXV   | 2019 | Pampilhosa dá Serra · ( Portugal) | Camille Balanche · Suíça        | Monika Hrastnik · Eslovênia   | Veronika Widmann · Itália   |
| —     | 2020 | —                                 | Não realizado                   | Não realizado                 | Não realizado               |
| XXVI  | 2021 | Maribor · ( Eslovênia)            | Monika Hrastnik · Eslovênia     | Eleonora Farina · Itália      | Veronika Widmann · Itália   |

### Medalheiro histórico
- Actualizado a Maribor 2021.

| Ordem | País        | Medalha de ouro | Medalha de prata | Medalha de bronze | Total |
| ----- | ----------- | --------------- | ---------------- | ----------------- | ----- |
| 1     | França      | 25              | 19               | 16                | 60    |
| 2     | Reino Unido | 5               | 3                | 6                 | 14    |
| 3     | Itália      | 4               | 10               | 8                 | 22    |
| 4     | Alemanha    | 4               | 1                | 3                 | 8     |
| 5     | Eslovênia   | 3               | 2                | 1                 | 6     |
| 6     | Suíça       | 2               | 9                | 9                 | 20    |
| 7     | Áustria     | 2               | 2                | 2                 | 6     |
| 8     | Espanha     | 2               | 1                | 1                 | 4     |
| 9     | Polónia     | 1               | 2                | 1                 | 4     |
| 9     | Suécia      | 1               | 2                | 1                 | 4     |
| 11    | Eslováquia  | 1               | 0                | 0                 | 1     |
| 11    | Portugal    | 1               | 0                | 0                 | 1     |
| 11    | Chéquia     | 1               | 0                | 0                 | 1     |
| 14    | Finlândia   | 0               | 1                | 0                 | 1     |
| 15    | Noruega     | 0               | 0                | 2                 | 2     |
| 16    | Bélgica     | 0               | 0                | 1                 | 1     |
| 16    | Bulgária    | 0               | 0                | 1                 | 1     |
|       | TOTAL       | 52              | 52               | 52                | 156   |

## Trials

### Masculino 20″
| Não. | Ano        | Sede                          | Ouro                         | Prata                        | Bronze                       |
| ---- | ---------- | ----------------------------- | ---------------------------- | ---------------------------- | ---------------------------- |
| I–V  | 2003– 2007 | —                             | Não realizado                | Não realizado                | Não realizado                |
| VI   | 2008       | Heubach · ( Alemanha)         | Rafał Kumorowski · Polónia   | Benito Ros Charral · Espanha | Marco Thomä · Alemanha       |
| VII  | 2009       | Zoetermeer · ( Países Baixos) | Daniel Comas Riera · Espanha | Benito Ros Charral · Espanha | Rafał Kumorowski · Polónia   |
| VIII | 2010       | Melsungen · ( Alemanha)       | Benito Ros Charral · Espanha | Abel Mustieles · Espanha     | Rafał Kumorowski · Polónia   |
| IX   | 2011       | Biella · ( Itália)            | Daniel Comas Riera · Espanha | Benito Ros Charral · Espanha | Abel Mustieles · Espanha     |
| X    | 2012       | Weilrod · ( Alemanha)         | Abel Mustieles · Espanha     | Vincent Hermance · França    | Íon Areitio · Espanha        |
| XI   | 2013       | Berna · ( Suíça )             | Abel Mustieles · Espanha     | Íon Areitio · Espanha        | Rick Koekoek · Países Baixos |
| XII  | 2014       | Wałbrzych · ( Polónia)        | Abel Mustieles · Espanha     | Benito Ros Charral · Espanha | Rick Koekoek · Países Baixos |
| XIII | 2015       | Chies d'Alpago · ( Itália)    | Benito Ros Charral · Espanha | Abel Mustieles · Espanha     | Alex Rudeau · França         |
| XIV  | 2016       | Le Puy-en-Velay · ( França)   | Abel Mustieles · Espanha     | Benito Ros Charral · Espanha | Joacim Nymann · Suécia       |
| —    | 2017       | —                             | Não realizado                | Não realizado                | Não realizado                |
| XV   | 2018       | Moudon · ( Suíça )            | Íon Areitio · Espanha        | Thomas Pechhacker · Áustria  | Dominik Oswald · Alemanha    |
| XVI  | 2019       | Lucca · ( Itália)             | Dominik Oswald · Alemanha    | Alejandro Montalvo · Espanha | Thomas Pechhacker · Áustria  |
| —    | 2020       | —                             | Não realizado                | Não realizado                | Não realizado                |

### Masculino 26″
| Não. | Ano  | Sede                          | Ouro                        | Prata                        | Bronze                       |
| ---- | ---- | ----------------------------- | --------------------------- | ---------------------------- | ---------------------------- |
| I    | 2003 | Graz · ( Áustria)             | Vincent Hermance · França   | Kenny Belaey · Bélgica       | Juan da Peña · Espanha       |
| II   | 2004 | Wałbrzych · ( Polónia)        | Vincent Hermance · França   | Marc Caisso · França         | Kenny Belaey · Bélgica       |
| III  | 2005 | Kluisbergen · ( Bélgica)      | Kenny Belaey · Bélgica      | Vincent Hermance · França    | Rafał Kumorowski · Polónia   |
| IV   | 2006 | Colónia · ( Alemanha)         | Kenny Belaey · Bélgica      | Vincent Hermance · França    | Daniel Comas Riera · Espanha |
| V    | 2007 | Wałbrzych · ( Polónia)        | Vincent Hermance · França   | Kenny Belaey · Bélgica       | Gilles Coustellier · França  |
| VI   | 2008 | Heubach · ( Alemanha)         | Gilles Coustellier · França | Giacomo Coustellier · França | Vincent Hermance · França    |
| VII  | 2009 | Zoetermeer · ( Países Baixos) | Gilles Coustellier · França | Kenny Belaey · Bélgica       | Vincent Hermance · França    |
| VIII | 2010 | Melsungen · ( Alemanha)       | Gilles Coustellier · França | Kenny Belaey · Bélgica       | Vincent Hermance · França    |
| IX   | 2011 | Biella · ( Itália)            | Kenny Belaey · Bélgica      | Vincent Hermance · França    | Gilles Coustellier · França  |
| X    | 2012 | Weilrod · ( Alemanha)         | Gilles Coustellier · França | Hannes Herrmann · Alemanha   | Guillaume Dunand · França    |
| XI   | 2013 | Berna · ( Suíça )             | Gilles Coustellier · França | Vincent Hermance · França    | Aurélien Fontenoy · França   |
| XII  | 2014 | Wałbrzych · ( Polónia)        | Gilles Coustellier · França | Kenny Belaey · Bélgica       | Vincent Hermance · França    |
| XIII | 2015 | Chies d'Alpago · ( Itália)    | Jack Carthy · Reino Unido   | Vincent Hermance · França    | Giacomo Coustellier · França |
| XIV  | 2016 | Le Puy-en-Velay · ( França)   | Gilles Coustellier · França | Vincent Hermance · França    | Aurélien Fontenoy · França   |
| —    | 2017 | —                             | Não realizado               | Não realizado                | Não realizado                |
| XV   | 2018 | Moudon · ( Suíça )            | Jack Carthy · Reino Unido   | Nicolas Vallée · França      | Pol Tarrés Martrat · Espanha |
| XVI  | 2019 | Lucca · ( Itália)             | Jack Carthy · Reino Unido   | Nicolas Vallée · França      | Sergi Llongueras · Espanha   |
| —    | 2020 | —                             | Não realizado               | Não realizado                | Não realizado                |

### Feminino
| Não.  | Ano        | Sede                          | Ouro                           | Prata                          | Bronze                         |
| ----- | ---------- | ----------------------------- | ------------------------------ | ------------------------------ | ------------------------------ |
| I–III | 2003– 2005 | —                             | Não realizado                  | Não realizado                  | Não realizado                  |
| IV    | 2006       | Colónia · ( Alemanha)         | Mireia Abant Condal · Espanha  | Karin Moor · Suíça             | Julie Pesenti · França         |
| V     | 2007       | Wałbrzych · ( Polónia)        | Mireia Abant Condal · Espanha  | Karin Moor · Suíça             | Gemma Abant Condal · Espanha   |
| VI    | 2008       | Heubach · ( Alemanha)         | Karin Moor · Suíça             | Julie Pesenti · França         | Mireia Abant Condal · Espanha  |
| VII   | 2009       | Zoetermeer · ( Países Baixos) | Karin Moor · Suíça             | Mireia Abant Condal · Espanha  | Gemma Abant Condal · Espanha   |
| VIII  | 2010       | Melsungen · ( Alemanha)       | Karin Moor · Suíça             | Gemma Abant Condal · Espanha   | Mireia Abant Condal · Espanha  |
| IX    | 2011       | Biella · ( Itália)            | Karin Moor · Suíça             | Romina Fix · Alemanha          | Mireia Abant Condal · Espanha  |
| X     | 2012       | Weilrod · ( Alemanha)         | Tatiana Janíčková · Eslováquia | Gemma Abant Condal · Espanha   | Andrea Wesp · Alemanha         |
| XI    | 2013       | Berna · ( Suíça )             | Gemma Abant Condal · Espanha   | Tatiana Janíčková · Eslováquia | Mireia Abant Condal · Espanha  |
| XII   | 2014       | Wałbrzych · ( Polónia)        | Tatiana Janíčková · Eslováquia | Gemma Abant Condal · Espanha   | Nina Reichenbach · Alemanha    |
| XIII  | 2015       | Chies d'Alpago · ( Itália)    | Tatiana Janíčková · Eslováquia | Nina Reichenbach · Alemanha    | Kristína Sýkorová · Eslováquia |
| XIV   | 2016       | Le Puy-en-Velay · ( França)   | Tatiana Janíčková · Eslováquia | Nina Reichenbach · Alemanha    | Debi Studer · Suíça            |
| —     | 2017       | —                             | Não realizado                  | Não realizado                  | Não realizado                  |
| XV    | 2018       | Moudon · ( Suíça )            | Nina Reichenbach · Alemanha    | Manon Basseville · França      | Alba Hidalgo · Espanha         |
| XVI   | 2019       | Lucca · ( Itália)             | Nina Reichenbach · Alemanha    | Manon Basseville · França      | Lado Barón · Espanha           |
| —     | 2020       | —                             | Não realizado                  | Não realizado                  | Não realizado                  |

### Medalheiro histórico
- Actualizado a Lucca 2019.

| Ordem | País          | Medalha de ouro | Medalha de prata | Medalha de bronze | Total |
| ----- | ------------- | --------------- | ---------------- | ----------------- | ----- |
| 1     | Espanha       | 12              | 13               | 14                | 39    |
| 2     | França        | 10              | 14               | 12                | 36    |
| 3     | Suíça         | 4               | 2                | 1                 | 7     |
| 4     | Eslováquia    | 4               | 1                | 1                 | 6     |
| 5     | Bélgica       | 3               | 5                | 1                 | 9     |
| 6     | Alemanha      | 3               | 4                | 4                 | 11    |
| 7     | Reino Unido   | 3               | 0                | 0                 | 3     |
| 8     | Polónia       | 1               | 0                | 3                 | 4     |
| 9     | Áustria       | 0               | 1                | 1                 | 2     |
| 10    | Países Baixos | 0               | 0                | 2                 | 2     |
| 11    | Suécia        | 0               | 0                | 1                 | 1     |
|       | TOTAL         | 40              | 40               | 40                | 120   |